# Pázsitos
Pázsitos (szlovákul Lopušné Pažite, 1911-ig Pažite) község Szlovákiában, a Zsolnai kerületben, a Kiszucaújhelyi járásban. Pázsitos (Pažite) és Lapus (Lopušňa) községek egyesülésével jött létre.

## Fekvése
Kiszucaújhelytől 4 km-re keletre, Zsolnától 13 km-re északkeletre fekszik.

## Története
A mai község eredetileg két faluból: Pázsitosból és Lapusból állt.

### Lapus
Lapust a 16. században alapították, első írásos említése 1598-ból származik „Lopussina” néven. 1658-ban „Lopusna” alakban szerepel. Részben a budatíni váruradalom része, részben a Kury család birtoka volt. 1784-ben 22 házában 164 lakos élt.
A 18. század végén Vályi András így ír róla: „LOPUSNA. Tót falu Trentsén Várm. földes Ura G. Szúnyog Uraság lakosai katolikusok, fekszik Kisucza Újhelyhez nem meszsze, és annak filiája, határja is hozzá hasonlító.”
1828-ban 24 háza és 236 lakosa volt. Lakói mezőgazdasággal, juhászattal, méhészettel foglalkoztak.
Fényes Elek 1851-ben kiadott geográfiai szótárában így ír a faluról: „Lopusna, tót falu, Trencsén vmegyében, a budetini uradalomhoz tartozik. 283 kath. lak. Ut. p. Zsolna.”
1907-1920 között összevonták Pázsitossal. A trianoni békéig Trencsén vármegye Kiszucaújhelyi járásához tartozott.
Ismét önálló falu lett, majd 1946-ban csatolták végleg Pázsitoshoz.

### Pázsitos
Pázsitost 1662-től említik uradalmi majorként, ekkor „Pazittje” alakban szerepel az írott forrásokban. Sztrecsény várának uradalmához tartozott. Még 1720-ban is majorként jegyzik. 1784-ben 15 háza és 92 lakosa volt.
A 18. század végén Vályi András így ír róla: „PÁZSITHI. Tót falu Trentsén Vármegyében, földes Ura Gróf Szörényi Uraság, lakosai katolikusok, fekszik Vaditsóhoz közel, mellynek filiája, határbéli földgye sovány, vagyonnyai selejtesek, harmadik osztálybéli.”
1828-ban 20 házában 157 lakos élt, akik főként állattartással foglalkoztak. Ezen kívül faárukészítésből, fazsindely gyártásból, idényjellegű mezőgazdasági munkákból, házalásból éltek.
1907-1920 között összevonták Lapussal. A trianoni békéig Trencsén vármegye Kiszucaújhelyi járásához tartozott.
1946-tól Lopušné Pažite néven szerepel a község, miután újra egyesítették Lapussal.

## Népessége
| Év:            | 1994. | 2004.   | 2014.   | 2024.   |
| -------------- | ----- | ------- | ------- | ------- |
| Emberek száma: | 438   | 452     | 468     | 436     |
| Eltérés:       |       | +3,19 % | +3,53 % | -6,83 % |

| Év:            | 2023. | 2024.   |
| -------------- | ----- | ------- |
| Emberek száma: | 439   | 436     |
| Eltérés:       |       | -0,68 % |

1910-ben 336 lakosából 333 szlovák és 3 magyar anyanyelvű volt.
2001-ben 466 lakosából 458 szlovák volt.
2011-ben 467 lakosából 454 szlovák volt.
2021-ben 441 lakosából 432 szlovák, 3 magyar, 1 egyéb és 5 ismeretlen nemzetiségű volt.

## Nevezetességei
- Klasszicista kápolnája a 19. század elején épült.

## Külső hivatkozások
- Községinfó
- Pázsitos Szlovákia térképén
- E-obce.sk Archiválva 2007. december 18-i dátummal a Wayback Machine-ben